# Ceraspis pruinosa
Ceraspis pruinosa is een keversoort uit de familie bladsprietkevers (Scarabaeidae). De wetenschappelijke naam van de soort is voor het eerst geldig gepubliceerd in 1825 door Lepeletier & Serville.